# (33039) 1997 SA25
1997 SA25 (asteroide 33039) é um asteroide da cintura principal. Possui uma excentricidade de 0.19513250 e uma inclinação de 12.55773º.
Este asteroide foi descoberto no dia 30 de setembro de 1997 por Spacewatch em Kitt Peak.